# (11508) Stolte
(11508) Stolte est un astéroïde de la ceinture principale.

## Description
(11508) Stolte est un astéroïde de la ceinture principale. Il fut découvert le 12 octobre 1990 à Tautenburg par Lutz Dieter Schmadel et Freimut Börngen. Il présente une orbite caractérisée par un demi-grand axe de 2,78 UA, une excentricité de 0,10 et une inclinaison de 10,1° par rapport à l'écliptique.

## Compléments